# SV Darmstadt 98/Saison 2016/17
Die Saison 2016/17 des SV Darmstadt 98 war die 119. Saison in der Vereinsgeschichte. Nach dem Klassenerhalt in der 1. Bundesliga 2015/16 war dies erstmals die zweite Bundesligaspielzeit in Folge für die Lilien.
In der Sommerpause wechselte Trainer Dirk Schuster zum FC Augsburg und der SV Darmstadt 98 startete mit dem neuen Trainer Norbert Meier in die Bundesligasaison. Nach einem durchwachsenen Ligastart, dem Pokalaus in der 2. Runde des DFB-Pokals gegen den Regionalligisten FC-Astoria Walldorf und fünf Liganiederlagen in Folge (9 Niederlagen in insgesamt 13 Spielen) wurde Norbert Meier am 5. Dezember 2016 entlassen und durch Ramon Berndroth ersetzt, unter dem alle drei restlichen Spiele der Hinrunde torlos verloren wurden.
Für die Rückrunde wurde Torsten Frings erstmals Cheftrainer einer Mannschaft, der in 18 Spielen mit 5 Siegen, 2 Unentschieden und 11 Niederlagen den Abstieg als Tabellenletzter in die 2. Bundesliga 2017/18 nicht verhindern konnte.

## Verlauf der Saison

### Personalveränderungen und Saisonvorbereitung
Nach dem Klassenerhalt in der 1. Bundesliga 2015/16 war die  Bundesligasaison 2016/17 erstmals die zweite Bundesligaspielzeit in Folge für die Lilien. Nachdem der an Krebs erkrankte Lilienfan Jonathan Heimes im März 2016 verstarb, verzichtete der Namenssponsor Merck KGaA des Merck-Stadion am Böllenfalltor für ein Jahr auf das Namensrecht des Stadions, weshalb für diese Saison das Stadion den Namen Jonathan-Heimes-Stadion am Böllenfalltor trug. In der Sommerpause wechselte Trainer Dirk Schuster zum FC Augsburg und der SV Darmstadt 98 startete mit dem neuen Trainer Norbert Meier in die Saison. Mit 18 Abgängen und 18 Neuzugängen der Mannschaft wurde auch das Team stark verändert: Einerseits verließen langjährige Lilienspieler den Verein, welche in der höchsten deutschen Spielklasse einfach kein Fuß fassen konnten, darunter Marco Sailer (zum FSV Wacker 90 Nordhausen), Yannick Stark (zum FSV Frankfurt), Milan Ivana (zum SV Elversberg) oder Michael Stegmayer. Letzterer beendete seine aktive Karriere und wurde zum Teammanager der Mannschaft. Andere wechselten gerade wegen ihrer guten Leistungen in der Vorsaison: Torjäger Sandro Wagner ging zur TSG 1899 Hoffenheim, Stammtorhüter Christian Mathenia zum Hamburger SV, Konstantin Rausch zum 1. FC Köln und Luca Caldirola zurück zu Werder Bremen. Selbst Tobias Kempe unterbrach seine Zeit bei den Lilien für eine einmalige Saison beim 1. FC Nürnberg. Ein weiterer Abgang stellte der Mannschaftsarzt Dr. Michael Weingart dar, welche die erste Mannschaft des SV Darmstadt 98 seit der Saison 1982/83 über 34 Jahre betreute und in dieser Saisonvorbereitung seine Tätigkeit vorerst niederlegte. Zwar kehrte Dr. Michael Weingart von 2018 bis 2022 wieder zu den Lilien zurück, doch in dieser Saison 2016/17 war Dr. Thomas Saltzer der zuständige Mannschaftsarzt.
Da auch alle drei Torhüter der Vorsaison wechselten, wurden drei neue Keeper verpflichtet. Im vereinsinternen Wettstreit um dem Stammplatz im Tor setzte sich Michael Esser (28 Ligaeinsätze) vor Daniel Heuer Fernandes (7 Ligaeinsätze) durch, dritter Torwart wurde Ihor Beresowskyj (keine Ligaeinsätze). Die Abwehr blieb zum Großteil erhalten: Kapitän Aytaç Sulu (27 Ligaeinsätze, 2 Tore) konnte weiterhin auf seine Mitverteidiger Fabian Holland (26 Ligaeinsätze), Sandro Sirigu (30 Ligaeinsätze, 2 Tore) und Benjamin Gorka (1 Ligaeinsatz) vertrauen. Hinzu kamen für die Abwehr die Neuzugänge Alexander Milošević (18 Ligaeinsätze), Leon Guwara (17 Ligaeinsätze) und Immanuel Höhn (12 Ligaeinsätze). Im Mittelfeld blieben seit Drittligazeiten auch in dieser Saison Marcel Heller (32 Ligaeinsätze, 3 Tore) und Jérôme Gondorf (29 Ligaeinsätze, 3 Tore) die wichtigsten Akteure, ebenfalls weiterhin dabei waren Mario Vrančić (23 Ligaeinsätze, 4 Tore), Jan Rosenthal (19 Ligaeinsätze), Florian Jungwirth (16 Ligaeinsätze) und Peter Niemeyer (15 Ligaeinsätze), welche um die Neuzugänge László Kleinheisler (12 Ligaeinsätze, 1 Tor), Änis Ben-Hatira (11 Ligaeinsätze, 1 Tor) und Denys Olijnyk (4 Ligaeinsätze, 1 Tor) ergänzt wurden. Doch besonders der Abgang von Torjäger Sandro Wagner wog schwer, da die neuen Stürmer Sven Schipplock (23 Ligaeinsätze, 2 Tore), Antonio Čolak (22 Ligaeinsätze, 4 Tore), Roman Bezjak (11 Ligaeinsätze, keine Tore) und Victor Obinna (2 Ligaeinsätze, keine Tore) ebenso wenig in Wagners Fußstapfen treten konnten wie der Drittliga-Rekordtorschütze Dominik Stroh-Engel (4 Ligaeinsätze, keine Tore). Zudem blieb der junge Stürmer Felix Platte in der gesamten Hinrunde verletzungsbedingt ohne Teilnahme. Auch die etatmäßig zum Kader gehörenden Local-Player-Spieler Can Luka Aydogan, Liam Fisch, Daniel Thur und Johannes Wolff blieben die gesamte Saison über ohne Berücksichtigung.
In der Saisonvorbereitung hatte dabei vor allem Stürmer Antonio Čolak mit 18 Toren in 6 Testspielen auf sich aufmerksam gemacht, welche jedoch vorrangig gegen unterklassige Gegner erzielt wurden. Man spielte beispielsweise 22:0 beim zehntklassigen Kreisligisten SKV Hähnlein, 12:0 beim achtklassigen Kreisoberligisten Sportfreunde Heppenheim, 17:0 gegen den SV Union Haus aus der österreichischen Unterliga und 16:0 gegen den neuntklassigen Kreisligisten TSV Langstadt 1909. Gegen den türkischen Erstligisten Bursaspor gewann man in Österreich mit 3:0, gegen Ligakonkurrent SC Freiburg hingegen musste man eine 1:3-Niederlage hinnehmen. Die Saisoneröffnung fand am 13. August 2016 bei einem Heimspiel im frisch umbenannten Jonathan-Heimes-Stadion am Böllenfalltor gegen den spanischen Erstligisten UD Las Palmas statt, von dem man sich 1:1 trennte. 

### Hinrunde
Das erste Pflichtspiel unter Trainer Norbert Meier war am 21. August 2016 in der ersten Runde des DFB-Pokals 2016/17, als man den fünftklassigen Bremenligist Bremer SV ungefährdet mit 7:0 schlug und Stürmerhoffnung Antonio Čolak mit drei Treffern großen Anteil daran hatte. Das erste Ligaspiel der Saison ging am 27. August 2016 beim 1. FC Köln jedoch mit 0:2 verloren. Am zweiten Spieltag hingegen konnte man im Hessenderby am Jonathan-Heimes-Stadion am Böllenfalltor gegen Eintracht Frankfurt gewinnen, als Sandro Sirigu in der 90. Minute mit einer Flanke, welche ungeplant im Tor landete, zum 1:0-Sieg traf. Es folgte eine deutliche 0:6-Niederlage im Signal Iduna Park gegen Borussia Dortmund, ein 1:1 gegen die TSG 1899 Hoffenheim und eine knappe 0:1-Niederlage gegen den FC Augsburg. Am 1. Oktober 2016 spielte man zuhause 2:2 gegen Werder Bremen, dabei wurden die beiden Lilientreffer von Antonio Čolak durch die Gegentore von Sané und Gnabry ausgeglichen. Im Spiel gegen den 1. FSV Mainz 05 sorgten zwei Elfmeter für den Endstand von 1:2 für Mainz, im Heimspiel am 22. Oktober 2016 gewann der SV Darmstadt 98 gegen den VfL Wolfsburg: Änis Ben-Hatira hatte die Lilien zur 1:0-Führung geschossen, welche der deutsche Nationalspieler Mario Gómez wieder zum 1:1 egalisierte. Doch mit den Treffern von László Kleinheisler und Sandro Sirigu stand es am Ende 3:1 für Darmstadt.
Doch der Sieg gegen Wolfsburg blieb der letzte in diesem Kalenderjahr, in dem fortan ausschließlich Niederlagen folgten. Zwar hatte man im DFB-Pokalwettbewerb vermeintliches Losglück, als man als Erstligist in der zweiten Pokalrunde den viertklassigen Regionalligisten FC-Astoria Walldorf zog. Doch die 4.000 Zuschauer im Walldörfer Dietmar-Hopp-Sportpark sahen am 26. Oktober 2016 einen 1:0-Sieg des Underdogs und durch das Tor von Nico Hillenbrand eine Pokalsensation zu Ungunsten von Darmstadt 98. Anschließend standen in der Rückrunde noch acht Ligaspiele an, welche allesamt und ausnahmslos verloren wurden. Nach einem 0:2 gegen RB Leipzig, 2:3 gegen Bayer 04 Leverkusen, 0:1 gegen den FC Ingolstadt 04, 1:3 gegen den FC Schalke 04 und 0:2 gegen den Hamburger SV wurde Norbert Meier von seinem Posten als Trainer freigestellt und mit ihm auch seine Co-Trainer Frank Heinemann und Efthimios Kompodietas sowie der sportliche Leiter Holger Fach.
Für die letzten drei Bundesligaspiele der Hinrunde übernahm der 64-jährige Ramon Berndroth, eigentlich sportlicher Leiter des Jugendleistungszentrums des SV Darmstadt 98, den Trainerposten der Bundesligamannschaft. Doch auch unter ihm wurden die Spiele beim SC Freiburg (0:1), zuhause gegen den FC Bayern München (0:1) und im Olympiastadion Berlin gegen Hertha BSC (0:2) allesamt und zudem torlos verloren. So ging es nach neun Pflichtspielniederlagen in Folge, inklusive dem Pokalaus, in die Winterpause. Im neuen Kalenderjahr 2017 kehrte Ramon Berndroth auch wieder zu seiner vorherigen Tätigkeit im Verein zurück.

### Rückrunde
Am 29. Dezember 2016 wurde mit dem 40-jährigen deutschen Ex-Nationalspieler Torsten Frings der dritte Trainer der laufenden Bundesligasaison vorgestellt. Frings war zuvor zusammen mit Florian Kohfeldt Co-Trainer unter Viktor Skripnik bei Werder Bremen, ehe das Trio am 18. September 2016 freigestellt und Darmstadt der erste Cheftrainerposten von Frings wurde. In der Winterpause verließen Änis Ben-Hatira, Roman Bezjak, Florian Jungwirth, László Kleinheisler und Victor Obinna die Lilien, allesamt ins Ausland. Winterzugänge waren die Abwehrspieler Patrick Banggaard (9 Ligaeinsätze) und Markus Steinhöfer (7 Ligaeinsätze), im Mittelfeld der ehemalige Bayern-Star Hamit Altıntop (16 Ligaeinsätze) und Wilson Kamavuaka (8 Ligaeinsätze), doch die größte Hoffnung ruhte auf den beiden neuen Stürmern Sidney Sam (13 Ligaeinsätze, 2 Tore) und Terrence Boyd (7 Ligaeinsätze, 1 Tor). Im Wintertrainingslager im spanischen San Pedro del Pinatar gewann man gegen den Drittligisten Preußen Münster (1:0) und verlor gegen den belgischen Erstligisten KRC Genk (0:1). Nach einem 2:1-Testspielsieg gegen den Zweitligisten VfL Bochum begann die Rückrunde der in der Bundesliga.
Unter Frings begann die Rückrunde mit einem 0:0 gegen Borussia Mönchengladbach, jedoch erneut gefolgt von zwei Niederlagen: 1:6 gegen den 1. FC Köln und 0:2 gegen Eintracht Frankfurt. Am 11. Februar 2017 konnte Torsten Frings jedoch seinen ersten Pflichtspielsieg als Cheftrainer feiern, als der SV Darmstadt 98 mit 2:1 gegen Borussia Dortmund gewinnen konnte (Lilientore durch Terrence Boyd und Antonio Čolak). Daraufhin gab es aber wieder eine Niederlagenserie (0:2 gegen die TSG 1899 Hoffenheim, 1:2 gegen den FC Augsburg und 0:2 gegen Werder Bremen), ehe man am 11. März 2017 mit einem 2:1 gegen den 1. FSV Mainz 05 den zweiten Rückrundensieg einfahren konnte. Doch weitere vier Niederlagen in Folge später (0:1 gegen den VfL Wolfsburg, 0:4 gegen RB Leipzig, 0:2 gegen Bayer 04 Leverkusen und vor allem dem 2:3 gegen Mitabstiegskonkurrent FC Ingolstadt 04) hatte Frings 9 von 12 Spiele verloren. Mit nur 15 Punkten nach 28 Spieltagen und 14 Punkten Abstand zum rettenden Ufer schien der Klassenerhalt nicht realistisch und der rechnerisch bereits weit vorab feststehende Abstieg wurde fortan jederzeit erwartet.
Doch just in dieser Phase der Saison starteten die Lilien eine Siegesserie und zögerten den definitiven Abstieg noch wochenlang hinaus. Zunächst gewann man am 16. April 2017 mit 2:1 im Heimspiel gegen den FC Schalke 04, als Jerôme Gondorf der dritten Minute der Nachspielzeit das Siegtor erzielte und unmittelbar vor dem Schlusspfiff der vorzeitige Abstieg verhindert wurde. Am 22. April 2017 folgte ein 2:1-Sieg beim Hamburger SV, hier führten die Lilien mit 2:0 durch Tore von Kapitän Aytaç Sulu sowie den inzwischen von seiner Verletzung genesenen Jungstürmer Felix Platte und schossen (erneut in der dritten Minute der Nachspielzeit) diesmal ein Eigentor durch Fabian Holland zum Endstand, was aber nichts am zweiten Sieg in Folge änderte, welcher den vorzeitigen Abstieg erneut verschob. Mit neuem Selbstbewusstsein wurde der SC Freiburg am 29. April 2017 sogar mit 3:0 bezwungen, die Tore erzielten ein weiteres Mal Felix Platte sowie Jerôme Gondorf und Sven Schipplock, was den Abstieg nochmals verhinderte.
Bei noch drei ausstehenden Ligaspielen und neun Punkten bis zum retteten Ufer müsste Darmstadt für die theoretische, letzte Chance für einen Klassenverbleib aber auch noch die letzten drei Ligaspiele allesamt gewinnen, doch die Serie endete am 32. Spieltag mit einer 0:1-Niederlage beim FC Bayern München, wodurch der SV 98 am 6. Mai 2017 in der Münchner Allianz Arena abstieg. Als feststehender Absteiger verlor man das letzte Bundesligaheimspiel gegen Hertha BSC mit 0:2 und das letzte Auswärtsspiel am 20. Mai 2017 fand im Borussia-Park gegen Borussia Mönchengladbach statt. In der 89. Minute wechselte Torsten Frings bei einem 1:2-Rückstand den 17-jährigen Silas Zehnder aus der U19 ein und machte ihn damit zum jüngsten Bundesligaspieler des SV Darmstadt 98 aller Zeiten (17 Jahre, 10 Monate und 20 Tage). Anschließend konnte Marcel Heller in der 90. Minute noch zum 2:2 ausgleichen und somit einen vorerst letzten Bundesligapunkt für den SV Darmstadt 98 bescheren. Trainer Torsten Frings wurde vom Präsidium langfristiges Vertrauen ausgesprochen, auch für die folgende Zweitligasaison 2017/18.

## Personalien

### Sportliche Leitung und Vereinsführung
| Name                                        | Funktion                                                   |
| Trainer- und Betreuerstab                   | Trainer- und Betreuerstab                                  |
| ------------------------------------------- | ---------------------------------------------------------- |
| Norbert Meier (10.06.2016 bis 05.12.2016)   | Cheftrainer                                                |
| Ramon Berndroth (05.12.2016 bis 27.12.2016) | Cheftrainer                                                |
| Torsten Frings (ab 27.12.2016)              | Cheftrainer                                                |
| Frank Heinemann (bis 05.12.2016)            | Co-Trainer                                                 |
| Efthimios Kompodietas (bis 05.12.2016)      | Co-Trainer                                                 |
| Björn Müller (ab 09.01.2017)                | Co-Trainer                                                 |
| Dimo Wache                                  | Torwarttrainer                                             |
| Kai Peter Schmitz                           | Athletiktrainer                                            |
| Holger Fach (bis 05.12.2016)                | Sportlicher Leiter                                         |
| Michael Stegmayer                           | Teammanager                                                |
| Dr. Thomas Saltzer                          | Mannschaftsarzt                                            |
| Dirk Schmitt                                | Physiotherapeuten                                          |
| Sebastian Pommer                            | Physiotherapeuten                                          |
| Helmut Koch                                 | Betreuer                                                   |
| Utz Pfeiffer                                | Betreuer                                                   |
| Präsidium                                   |                                                            |
| Rüdiger Fritsch                             | Präsident                                                  |
| Markus Pfitzner                             | Vize-Präsident                                             |
| Volker Harr                                 | Vize-Präsident                                             |
| Tom Eilers                                  | Lizenzspielerbereich                                       |
| Anne Baumann                                | Finanzen                                                   |
| Wolfgang Arnold                             | Amateurabteilungen, Infrastruktur, Logistik und Sicherheit |
| Uwe Kuhl                                    | Sportliche Entwicklung und Nachwuchsleistungszentrum       |

### Kader
| Kader Saison 2016/17 | Kader Saison 2016/17   | Kader Saison 2016/17         | Kader Saison 2016/17 | Kader Saison 2016/17 | Kader Saison 2016/17 | Kader Saison 2016/17 |
| Nr.                  | Spieler                | Nat.                         | Geburtsdatum         | vorheriger Verein    | Ligaspiele           | Ligatore             |
| Torhüter             | Torhüter               | Torhüter                     | Torhüter             | Torhüter             | Torhüter             | Torhüter             |
| -------------------- | ---------------------- | ---------------------------- | -------------------- | -------------------- | -------------------- | -------------------- |
| 01                   | Daniel Heuer Fernandes | Portugal                     | 13.11.1992           | SC Paderborn 07      | 7                    | 0                    |
| 24                   | Ihor Beresowskyj       | Ukraine                      | 24.08.1990           | Lierse SK            | 0                    | 0                    |
| 31                   | Michael Esser          | Deutschland                  | 22.11.1987           | SK Sturm Graz        | 28                   | 0                    |
| Abwehr               |                        |                              |                      |                      |                      |                      |
| 02                   | Leon Guwara            | Gambia                       | 28.06.1996           | Werder Bremen        | 17                   | 0                    |
| 03                   | Alexander Milošević    | Schweden                     | 30.01.1992           | Beşiktaş Istanbul    | 18                   | 0                    |
| 04                   | Aytaç Sulu             | Turkei                       | 11.12.1985           | SCR Altach           | 27                   | 2                    |
| 05                   | Benjamin Gorka         | Deutschland                  | 15.04.1984           | VfR Aalen            | 1                    | 0                    |
| 07                   | Artem Fedezkyj         | Ukraine                      | 26.04.1985           | FK Dnipro            | 16                   | 0                    |
| 13                   | Markus Steinhöfer      | Deutschland                  | 07.03.1986           | Sparta Prag          | 7                    | 0                    |
| 17                   | Sandro Sirigu          | Deutschland                  | 07.10.1988           | 1. FC Heidenheim     | 30                   | 2                    |
| 21                   | Immanuel Höhn          | Deutschland                  | 23.12.1991           | SC Freiburg          | 12                   | 0                    |
| 26                   | Patrick Banggaard      | Danemark                     | 04.04.1994           | FC Midtjylland       | 9                    | 0                    |
| 27                   | Can Luka Aydogan       | Deutschland                  | 31.12.1998           | Eigene Jugend        | 0                    | 0                    |
| 32                   | Fabian Holland         | Deutschland                  | 11.07.1990           | Hertha BSC           | 26                   | 0                    |
| 35                   | Johannes Wolff         | Deutschland                  | 10.07.1998           | Rot-Weiß Darmstadt   | 0                    | 0                    |
| Mittelfeld           |                        |                              |                      |                      |                      |                      |
| 06                   | Mario Vrančić          | Bosnien und Herzegowina      | 23.05.1989           | SC Paderborn 07      | 23                   | 4                    |
| 08                   | Jérôme Gondorf         | Deutschland                  | 26.06.1988           | Stuttgarter Kickers  | 29                   | 3                    |
| 10                   | Jan Rosenthal          | Deutschland                  | 07.04.1986           | Eintracht Frankfurt  | 19                   | 0                    |
| 18                   | Peter Niemeyer         | Deutschland                  | 22.11.1983           | Hertha BSC           | 15                   | 0                    |
| 20                   | Marcel Heller          | Deutschland                  | 12.02.1986           | Alemannia Aachen     | 32                   | 3                    |
| 22                   | Denys Olijnyk          | Ukraine                      | 16.06.1987           | Vitesse Arnheim      | 4                    | 1                    |
| 23                   | Florian Jungwirth      | Deutschland                  | 27.01.1989           | VfL Bochum           | 16                   | 0                    |
| 28                   | Änis Ben-Hatira        | Tunesien                     | 18.07.1988           | Eintracht Frankfurt  | 11                   | 1                    |
| 30                   | László Kleinheisler    | Ungarn                       | 08.04.1994           | Werder Bremen        | 12                   | 1                    |
| 33                   | Sidney Sam             | Deutschland                  | 31.01.1988           | FC Schalke 04        | 13                   | 2                    |
| 34                   | Hamit Altıntop         | Turkei                       | 08.12.1982           | Galatasaray Istanbul | 16                   | 0                    |
| 36                   | Wilson Kamavuaka       | Kongo Demokratische Republik | 29.03.1990           | Panetolikos          | 8                    | 0                    |
| 37                   | Liam Fisch             | Deutschland                  | 23.11.1998           | Rot-Weiß Walldorf    | 0                    | 0                    |
| 38                   | Daniel Thur            | Deutschland                  | 28.04.1998           | 1. FSV Mainz 05      | 0                    | 0                    |
| Angriff              |                        |                              |                      |                      |                      |                      |
| 09                   | Dominik Stroh-Engel    | Deutschland                  | 27.11.1985           | SV Wehen Wiesbaden   | 4                    | 0                    |
| 11                   | Victor Obinna          | Nigeria                      | 25.03.1987           | MSV Duisburg         | 2                    | 0                    |
| 14                   | Roman Bezjak           | Slowenien                    | 21.02.1989           | HNK Rijeka           | 11                   | 0                    |
| 15                   | Terrence Boyd          | Vereinigte Staaten           | 16.02.1991           | RB Leipzig           | 7                    | 1                    |
| 16                   | Antonio Čolak          | Kroatien                     | 17.09.1993           | TSG 1899 Hoffenheim  | 22                   | 4                    |
| 19                   | Felix Platte           | Deutschland                  | 11.02.1996           | FC Schalke 04        | 9                    | 2                    |
| 39                   | Sven Schipplock        | Deutschland                  | 08.11.1988           | Hamburger SV         | 23                   | 2                    |
| 40                   | Silas Zehnder U19      | Deutschland                  | 30.06.1999           | SKG Erfelden         | 1                    | 0                    |

### Transfers

#### Transfers Winter 2016/17
| Hamit Altıntop    | Galatasaray Istanbul |
| Patrick Banggaard | FC Midtjylland       |
| Terrence Boyd     | RB Leipzig           |
| Wilson Kamavuaka  | Panetolikos          |
| Sidney Sam        | FC Schalke 04 a.     |
| Markus Steinhöfer | Sparta Prag          |

| Änis Ben-Hatira     | Gaziantepspor        |
| Roman Bezjak        | HNK Rijeka a.        |
| Florian Jungwirth   | San José Earthquakes |
| László Kleinheisler | Werder Bremen w.a.   |
| Victor Obinna       | Cape Town City       |

#### Transfers Sommer 2016
| Can Luka Aydogan       | SV Darmstadt 98 U19    |
| Änis Ben-Hatira        | Eintracht Frankfurt    |
| Ihor Beresowskyj       | vereinslos             |
| Roman Bezjak           | HNK Rijeka             |
| Antonio Čolak          | TSG 1899 Hoffenheim a. |
| Michael Esser          | SK Sturm Graz          |
| Artem Fedezkyj         | FK Dnipro              |
| Liam Fisch             | SV Darmstadt 98 U19    |
| Daniel Heuer Fernandes | SC Paderborn 07        |
| Leon Guwara            | Werder Bremen a.       |
| Immanuel Höhn          | SC Freiburg            |
| László Kleinheisler    | Werder Bremen a.       |
| Alexander Milošević    | Beşiktaş Istanbul a.   |
| Victor Obinna          | MSV Duisburg           |
| Denys Olijnyk          | Vitesse Arnheim        |
| Sven Schipplock        | Hamburger SV a.        |
| Daniel Thur            | SV Darmstadt 98 U19    |
| Johannes Wolff         | SV Darmstadt 98 U19    |

| Luca Caldirola     | Werder Bremen w.a.       |
| Júnior Díaz        | Würzburger Kickers       |
| Jan Finger         | VfB Ginsheim             |
| György Garics      | Imolese Calcio 1919      |
| Milan Ivana        | SV Elversberg            |
| Ali Kazimi         | TS Ober-Roden            |
| Tobias Kempe       | 1. FC Nürnberg           |
| Christian Mathenia | Hamburger SV             |
| Patrick Platins    | Karriereende             |
| Slobodan Rajković  | US Palermo               |
| Konstantin Rausch  | 1. FC Köln               |
| Marco Sailer       | FSV Wacker 90 Nordhausen |
| Yannick Stark      | FSV Frankfurt a.         |
| Michael Stegmayer  | Karriereende             |
| Nick Volk          | Rot-Weiß Darmstadt       |
| Sandro Wagner      | TSG 1899 Hoffenheim      |
| Noel Wembacher     | Rot-Weiß Darmstadt       |
| Łukasz Załuska     | Wisła Krakau             |

## Spiele

### 1. Bundesliga
Die Tabelle listet alle Spiele des Vereins in der Fußball-Bundesliga 2016/17 auf. Siege sind grün, Unentschieden sind gelb und Niederlagen sind rot hinterlegt.
| ST | Datum              | Gegner                   | Platz    | Ort                                                 | Zuschauer | Ergebnis  | Tore |
| -- | ------------------ | ------------------------ | -------- | --------------------------------------------------- | --------- | --------- | --- |
| 1  | 27. August 2016    | 1. FC Köln               | Auswärts | Rheinenergiestadion, Köln                           | 50.000    | 2:0 (1:0) | 1:0 Risse (11.), 2:0 Modeste (61.) |
| 2  | 10. September 2016 | Eintracht Frankfurt      | Heim     | Jonathan-Heimes-Stadion am Böllenfalltor, Darmstadt | 17.000    | 1:0 (0:0) | 1:0 Sirigu (90.) |
| 3  | 17. September 2016 | Borussia Dortmund        | Auswärts | Signal Iduna Park, Dortmund                         | 81.360    | 6:0 (1:0) | 1:0 Castro (7.), 2:0 Ramos (48.), 3:0 Pulisic (54.), 4:0 Castro (78.), 5:0 Rode (84.), 6:0 Mor (88.)                                       |
| 4  | 20. September 2016 | TSG 1899 Hoffenheim      | Heim     | Jonathan-Heimes-Stadion am Böllenfalltor, Darmstadt | 15.800    | 1:1 (0:0) | 0:1 Kramarić (46.), 1:1 Olijnyk (90.+2) |
| 5  | 24. September 2016 | FC Augsburg              | Auswärts | WWK-Arena, Augsburg                                 | 28.113    | 1:0 (0:0) | 1:0 Finnbogason (47.) |
| 6  | 1. Oktober 2016    | Werder Bremen            | Heim     | Jonathan-Heimes-Stadion am Böllenfalltor, Darmstadt | 17.000    | 2:2 (1:0) | 1:0 Čolak (19., Elfmeter), 1:1 Sané (51.), 1:2 Gnabry (67.), 2:2 Čolak (73.)                                                               |
| 7  | 16. Oktober 2016   | 1. FSV Mainz 05          | Auswärts | Opel Arena, Mainz                                   | 29.987    | 2:1 (1:0) | 1:0 De Blasis (5.), 2:0 Malli (57., Elfmeter), 2:1 Gondorf (90.+2., Elfmeter)                                                              |
| 8  | 22. Oktober 2016   | VfL Wolfsburg            | Heim     | Jonathan-Heimes-Stadion am Böllenfalltor, Darmstadt | 15.300    | 3:1 (1:0) | 1:0 Ben-Hatira (25.), 1:1 Gómez (60.), 2:1 Kleinheisler (68.), 3:1 Sirigu (76.)                                                            |
| 9  | 29. Oktober 2016   | RB Leipzig               | Heim     | Jonathan-Heimes-Stadion am Böllenfalltor, Darmstadt | 16.400    | 0:2 (0:0) | 0:1 Sabitzer (57.), 0:2 Sabitzer (82.) |
| 10 | 5. November 2016   | Bayer 04 Leverkusen      | Auswärts | BayArena, Leverkusen                                | 28.941    | 3:2 (1:0) | 1:0 Çalhanoğlu (32.), 1:1 Čolak (47.), 2:1 Brandt (56.), 3:1 Aránguiz (69.), 3:2 Vrančić (85.)                                             |
| 11 | 19. November 2016  | FC Ingolstadt 04         | Heim     | Jonathan-Heimes-Stadion am Böllenfalltor, Darmstadt | 15.000    | 0:1 (0:0) | 0:1 Hartmann (68.) |
| 12 | 27. November 2016  | FC Schalke 04            | Auswärts | Veltins-Arena, Gelsenkirchen                        | 58.703    | 3:1 (1:1) | 0:1 Heller (6.), 1:1 Kolašinac (26.), 2:1 Choupo-Moting (60.), 3:1 Schöpf (90.)                                                            |
| 13 | 4. Dezember 2016   | Hamburger SV             | Heim     | Jonathan-Heimes-Stadion am Böllenfalltor, Darmstadt | 17.400    | 0:2 (0:1) | 0:1 Gregoritsch (30.), 0:2 Ostrzolek (90.)                                                                                                 |
| 14 | 10. Dezember 2016  | SC Freiburg              | Auswärts | Schwarzwald-Stadion, Freiburg im Breisgau           | 24.000    | 1:0 (0:0) | 1:0 Petersen (86., Elfmeter) |
| 15 | 18. Dezember 2016  | FC Bayern München        | Heim     | Jonathan-Heimes-Stadion am Böllenfalltor, Darmstadt | 17.400    | 0:1 (0:0) | 0:1 Costa (71.) |
| 16 | 21. Dezember 2016  | Hertha BSC               | Auswärts | Olympiastadion, Berlin                              | 31.912    | 2:0 (0:0) | 1:0 Plattenhardt (53.), 2:0 Kalou (66.) |
| 17 | 21. Januar 2017    | Borussia Mönchengladbach | Heim     | Jonathan-Heimes-Stadion am Böllenfalltor, Darmstadt | 17.400    | 0:0 (0:0) | — |
| 18 | 28. Januar 2017    | 1. FC Köln               | Heim     | Jonathan-Heimes-Stadion am Böllenfalltor, Darmstadt | 17.400    | 1:6 (0:3) | 0:1 Sulu (32., Eigentor), 0:2 Ōsako (37.), 0:3 Modeste (42.), 1:3 Sam (66., Elfmeter), 1:4 Ōsako (72.), 1:5 Jojić (85.), 1:6 Rudņevs (89.) |
| 19 | 5. Februar 2017    | Eintracht Frankfurt      | Auswärts | Commerzbank-Arena, Frankfurt am Main                | 51.000    | 2:0 (0:0) | 1:0 Hasebe (74., Elfmeter), 2:0 Rebić (83.)                                                                                                |
| 20 | 11. Februar 2017   | Borussia Dortmund        | Heim     | Jonathan-Heimes-Stadion am Böllenfalltor, Darmstadt | 17.400    | 2:1 (1:1) | 1:0 Boyd (21.), 1:1 Guerreiro (44.), 2:1 Čolak (67.)                                                                                       |
| 21 | 18. Februar 2017   | TSG 1899 Hoffenheim      | Auswärts | Wirsol Rhein-Neckar-Arena, Sinsheim                 | 29.013    | 2:0 (0:0) | 1:0 Kramarić (64.), 2:0 Kramarić (90.+3, Elfmeter)                                                                                         |
| 22 | 25. Februar 2017   | FC Augsburg              | Heim     | Jonathan-Heimes-Stadion am Böllenfalltor, Darmstadt | 16.200    | 1:2 (0:0) | 0:1 Heller (47.), 1:1 Verhaegh (55., Elfmeter), 1:2 Bobadilla (85.)                                                                        |
| 23 | 4. März 2017       | Werder Bremen            | Auswärts | Weserstadion, Bremen                                | 41.000    | 2:0 (0:0) | 1:0 Kruse (75., Elfmeter), 2:0 Kruse (90.+2)                                                                                               |
| 24 | 11. März 2017      | 1. FSV Mainz 05          | Heim     | Jonathan-Heimes-Stadion am Böllenfalltor, Darmstadt | 17.400    | 2:1 (2:1) | 1:0 Sulu (5.), 2:0 Sam (12., Elfmeter), 2:1 Quaison (45.+3)                                                                                |
| 25 | 18. März 2017      | VfL Wolfsburg            | Auswärts | Volkswagen Arena, Wolfsburg                         | 28.104    | 1:0 (1:0) | 1:0 Gómez (45.+1) |
| 26 | 1. April 2017      | RB Leipzig               | Auswärts | Red Bull Arena, Leipzig                             | 39.394    | 4:0 (1:0) | 1:0 Keïta (12.), 2:0 Forsberg (67.), 3:0 Orban (79.), 4:0 Keïta (80.)                                                                      |
| 27 | 5. April 2017      | Bayer 04 Leverkusen      | Heim     | Jonathan-Heimes-Stadion am Böllenfalltor, Darmstadt | 15.500    | 0:2 (0:1) | 0:1 Brandt (15.), 0:2 Volland (56.) |
| 28 | 9. April 2017      | FC Ingolstadt 04         | Auswärts | Audi-Sportpark, Ingolstadt                          | 14.081    | 3:2 (1:2) | 1:0 Groß (19.), 1:1 Vrančić (34.), 1:2 Vrančić (39., Elfmeter), 2:2 Cohen (68.), 3:2 Suttner (72.)                                         |
| 29 | 16. April 2017     | FC Schalke 04            | Heim     | Jonathan-Heimes-Stadion am Böllenfalltor, Darmstadt | 17.400    | 2:1 (1:0) | 1:0 Vrančić (11.), 1:1 Coke (75.), 2:1 Gondorf (90.+3)                                                                                     |
| 30 | 22. April 2017     | Hamburger SV             | Auswärts | Volksparkstadion, Hamburg                           | 56.132    | 1:2 (0:0) | 0:1 Sulu (51.), 0:2 Platte (53.), 1:2 Holland (90.+3, Eigentor)                                                                            |
| 31 | 29. April 2017     | SC Freiburg              | Heim     | Jonathan-Heimes-Stadion am Böllenfalltor, Darmstadt | 17.400    | 3:0 (2:0) | 1:0 Platte (22.), 2:0 Gondorf (45.+1), 3:0 Schipplock (65.)                                                                                |
| 32 | 6. Mai 2017        | FC Bayern München        | Auswärts | Allianz Arena, München                              | 75.000    | 1:0 (1:0) | 1:0 Bernat (18.) |
| 33 | 13. Mai 2017       | Hertha BSC               | Heim     | Jonathan-Heimes-Stadion am Böllenfalltor, Darmstadt | 17.400    | 0:2 (0:2) | 0:1 Kalou (14.), 0:2 Torunarigha (28.) |
| 34 | 20. Mai 2017       | Borussia Mönchengladbach | Auswärts | Borussia-Park, Mönchengladbach                      | 54.014    | 2:2 (0:0) | 1:0 Hazard (50.), 1:1 Schipplock (62.), 2:1 Raffael (65.), 2:2 Heller (90.)                                                                |

### DFB-Pokal
Als Erstligist war der SV Darmstadt 98 automatisch für den DFB-Pokal 2016/17 qualifiziert. Nachdem man im Sportpark Vinnenweg, der Heimstätte des FC Oberneuland, gegen den fünftklassigen Bremer SV mit 7:0 gewinnen konnte, musste man in der zweiten Runde beim viertklassigen Regionalligisten FC-Astoria Walldorf eine 0:1-Pokalniederlage hinnehmen.
| Runde    | Datum            | Gegner              | Liga des Gegners           | Platz    | Ort                              | Zuschauer | Ergebnis  | Tore |
| -------- | ---------------- | ------------------- | -------------------------- | -------- | -------------------------------- | --------- | --------- | --- |
| 1. Runde | 21. August 2016  | Bremer SV           | Bremen-Liga (V.)           | Auswärts | Sportpark Vinnenweg, Oberneuland | 2.000     | 0:7 (0:4) | 0:1 Čolak (18.), 0:2 Kmiec (22., Eigentor), 0:3 Heller (40.), 0:4 Čolak (45.+2), 0:5 Gondorf (56.), 0:6 Čolak (58.), 0:7 Schipplock (87.) |
| 2. Runde | 26. Oktober 2016 | FC-Astoria Walldorf | Regionalliga Südwest (IV.) | Auswärts | Dietmar-Hopp-Sportpark, Walldorf | 4.000     | 1:0 (1:0) | 1:0 Hillenbrand (40.) |

### Testspiele
Diese Tabelle führt die ausgetragenen Testspiele des Vereins in der Saison 2016/17 auf. Siege sind grün, Unentschieden sind gelb und Niederlagen sind rot hinterlegt.
| Datum             | Gegner                           | Liga des Gegners              | Platz    | Ort                                                              | Zuschauer | Ergebnis    | Tore |
| ----------------- | -------------------------------- | ----------------------------- | -------- | ---------------------------------------------------------------- | --------- | ----------- | --- |
| 1. Juli 2016      | SKV Hähnlein                     | Kreisliga B Darmstadt (X.)    | Auswärts | Sportgelände Weilerstraße, Hähnlein                              | 800       | 0:22 (0:13) | Platte, Stroh-Engel, Sirigu, Heller, Gondorf, Vrančić, Jungwirth, Wittwer, (Eigentor) |
| 6. Juli 2016      | Sportfreunde Heppenheim          | Kreisliga C Bergstraße (XI.)  | Auswärts | Starkenburgstadion, Heppenheim (Bergstraße)                      | 1.000     | 0:12 (0:6)  | 0:1 Čolak (4.), 0:2 Čolak (22.), 0:3 Čolak (24.), 0:4 Čolak (25.), 0:5 Vrančić (34.), 0:6 Čolak (44.), 0:7 Čolak (48.), 0:8 Čolak (49.), 0:9 Stark (51.), 0:10 Čolak (64.), 0:11 Stroh-Engel (83.), 0:12 Stark (86.) |
| 9. Juli 2016      | SC Teutonia Watzenborn-Steinberg | Regionalliga Südwest (IV.)    | Auswärts | Stadion Wetzlar                                                  | 1.300     | 0:3 (0:2)   | 0:1 Čolak (28.), 0:2 Vrančić (30.), 0:3 Heller (47.) |
| 16. Juli 2016     | FSV Frankfurt                    | 3. Liga                       | Neutral  | Stadion am Sommerdamm, Rüsselsheim                               | 1.500     | 2:1 (1:0)   | 1:0 Beister (11.), 1:1 Schleusener (22.), 2:1 Čolak (86.) |
| 27. Juli 2016     | SV Union Haus                    | Unterliga Nord A (VI.)        | Auswärts | EnnsbodenArena, Haus (Steiermark)                                | 200       | 0:17 (0:8)  | Stroh-Engel, Beister, Sulu, Stark, Niemeyer, Čolak, Heller, Vrančić, Obinna |
| 30. Juli 2016     | Bursaspor                        | Süper Lig (I.)                | Neutral  | EnnsbodenArena, Haus (Steiermark)                                | 400       | 3:0 (1:0)   | 1:0 Niemeyer (26., Elfmeter), 2:0 Heller (60.), 3:0 Sulu (63.) |
| 6. August 2016    | SC Freiburg                      | 1. Bundesliga                 | Auswärts | Kaiserstuhlstadion, Bahlingen am Kaiserstuhl                     | 3.420     | 3:1 (2:1)   | 0:1 Niederlechner (21.), 1:1 Vrančić (28.), 2:1 Niederlechner (40., Elfmeter), 3:1 Niederlechner (75.) |
| 13. August 2016   | UD Las Palmas                    | Primera División (I.)         | Neutral  | Jonathan-Heimes-Stadion am Böllenfalltor, Darmstadt              | 3.600     | 1:1 (1:0)   | 1:0 Beister (37.), 1:1 Livaja (87.) |
| 2. September 2016 | TSV Langstadt 1909               | Kreisliga A Dieburg (IX.)     | Auswärts | Sportanlage Forsthausstraße, Babenhausen (Hessen)                | 700       | 0:16 (0:7)  | 0:1 Schipplock (8.), 0:2 Čolak (13.), 0:3 Jungwirth (27.), 0:4 Schipplock (29.), 0:5 Schipplock (34.), 0:6 Schipplock (43., Elfmeter), 0:7 Čolak (45.), 0:8 Olijnyk (47.), 0:9 Schipplock (52.), 0:10 Čolak (54.), 0:11 Schipplock (57.), 0:12 Čolak (58.), 0:13 Čolak (60.), 0:14 Čolak (75.), 0:15 Gorka (80.), 0:16 Ben-Hatira (90.) |
| 9. Januar 2017    | Preußen Münster                  | 3. Liga                       | Neutral  | Pinatar Arena, San Pedro del Pinatar                             | 300       | 1:0 (0:0)   | 1:0 Čolak (85.) |
| 11. Januar 2017   | KRC Genk                         | Division 1A (I.)              | Neutral  | Pinatar Arena, San Pedro del Pinatar                             | 200       | 0:1 (0:1)   | 0:1 Malinowskyj (30.) |
| 14. Januar 2017   | VfL Bochum                       | 2. Bundesliga                 | Heim     | Jonathan-Heimes-Stadion am Böllenfalltor, Darmstadt              | 2.000     | 2:1 (1:0)   | 1:0 Rosenthal (15.), 1:1 Hoogland (28.), 2:1 Gondorf (72.) |
| 22. März 2017     | VfB Ginsheim                     | Verbandsliga Hessen Süd (VI.) | Auswärts | Jugend- und Sportzentrum an der Mainspitze, Ginsheim-Gustavsburg | 500       | 1:7 (1:3)   | 0:1 Boyd (6.), 1:1 Finger (14.), 1:2 Stroh-Engel (25.), 1:3 Platte (41.), 1:4 Boyd (50.), 1:5 Olijnyk (54.), 1:6 Platte (55.), 1:7 Boyd (75.) |

## Saisonverlauf
| Spieltag | 1  | 2  | 3  | 4  | 5  | 6  | 7  | 8  | 9  | 10 | 11 | 12 | 13 | 14 | 15 | 16 | 17 | 18 | 19 | 20 | 21 | 22 | 23 | 24 | 25 | 26 | 27 | 28 | 29 | 30 | 31 | 32 | 33 | 34 |
| -------- | -- | -- | -- | -- | -- | -- | -- | -- | -- | -- | -- | -- | -- | -- | -- | -- | -- | -- | -- | -- | -- | -- | -- | -- | -- | -- | -- | -- | -- | -- | -- | -- | -- | -- |
| Spielort | A  | H  | A  | H  | A  | H  | A  | H  | H  | A  | H  | A  | H  | A  | H  | A  | H  | H  | A  | H  | A  | H  | A  | H  | A  | A  | H  | A  | H  | A  | H  | A  | H  | A  |
| Resultat | N  | S  | N  | U  | N  | U  | N  | S  | N  | N  | N  | N  | N  | N  | N  | N  | U  | N  | N  | S  | N  | N  | N  | S  | N  | N  | N  | N  | S  | S  | S  | N  | N  | U  |
| Platz    | 16 | 12 | 14 | 14 | 14 | 14 | 15 | 13 | 14 | 15 | 15 | 15 | 16 | 18 | 18 | 18 | 18 | 18 | 18 | 18 | 18 | 18 | 18 | 18 | 18 | 18 | 18 | 18 | 18 | 18 | 18 | 18 | 18 | 18 |

Legende: Spielort: H = Heim; A = Auswärts. Resultat: S = Sieg; U = Unentschieden; N = Niederlage

## Abschlusstabelle

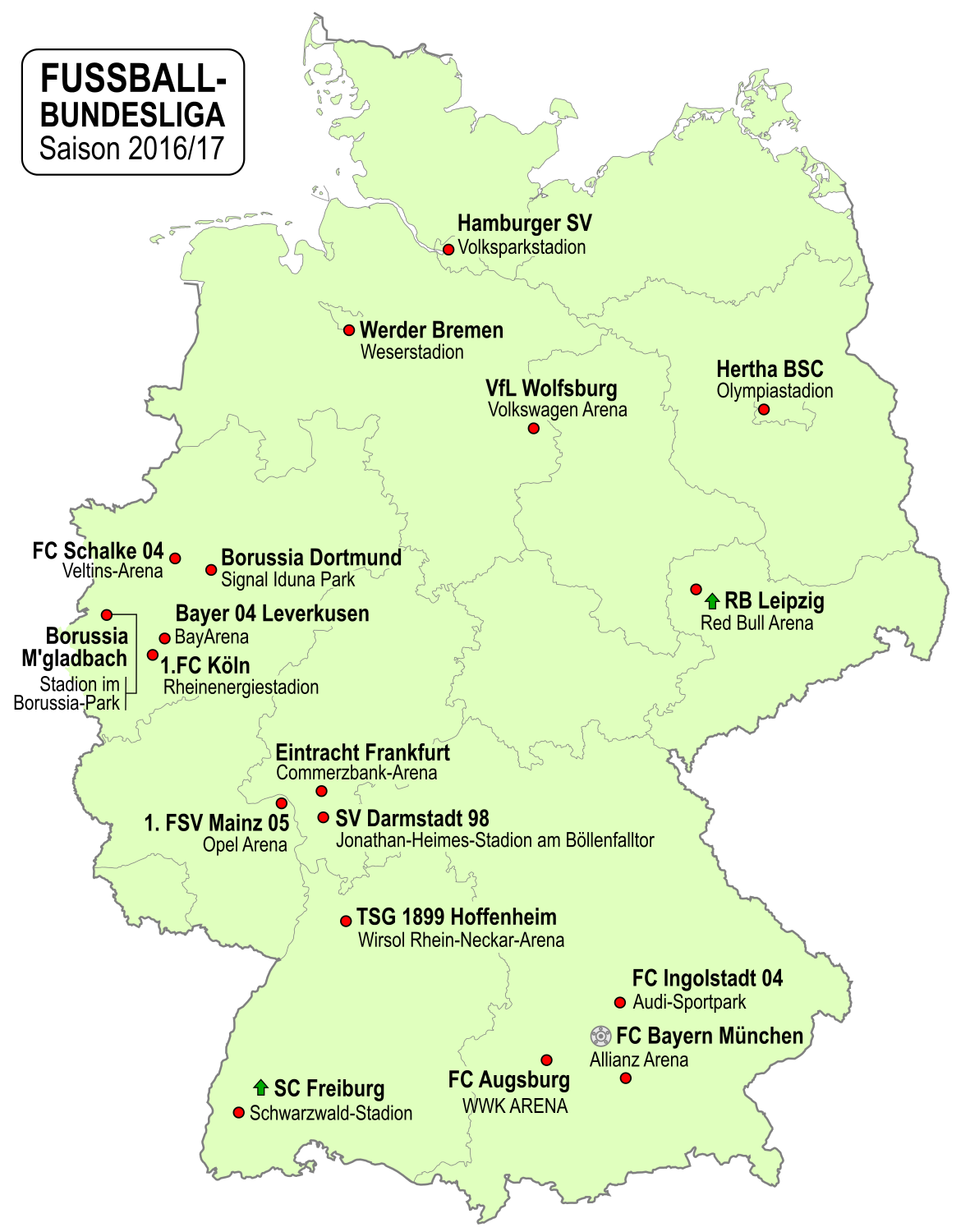
Teilnehmende Vereine der Bundesliga 2016/17

| Pl. | Verein                   | Sp. | S  | U  | N  | Tore    | Diff. | Punkte |
| --- | ------------------------ | --- | -- | -- | -- | ------- | ----- | ------ |
| 1.  | FC Bayern München (M, P) | 34  | 25 | 7  | 2  | 089:220 | +67   | 82     |
| 2.  | RB Leipzig (N)           | 34  | 20 | 7  | 7  | 066:390 | +27   | 67     |
| 3.  | Borussia Dortmund        | 34  | 18 | 10 | 6  | 072:400 | +32   | 64     |
| 4.  | TSG 1899 Hoffenheim      | 34  | 16 | 14 | 4  | 064:370 | +27   | 62     |
| 5.  | 1. FC Köln               | 34  | 12 | 13 | 9  | 051:420 | +9    | 49     |
| 6.  | Hertha BSC               | 34  | 15 | 4  | 15 | 043:470 | −4    | 49     |
| 7.  | SC Freiburg (N)          | 34  | 14 | 6  | 14 | 042:600 | −18   | 48     |
| 8.  | Werder Bremen            | 34  | 13 | 6  | 15 | 061:640 | −3    | 45     |
| 9.  | Borussia Mönchengladbach | 34  | 12 | 9  | 13 | 045:490 | −4    | 45     |
| 10. | FC Schalke 04            | 34  | 11 | 10 | 13 | 045:400 | +5    | 43     |
| 11. | Eintracht Frankfurt (R)  | 34  | 11 | 9  | 14 | 036:430 | −7    | 42     |
| 12. | Bayer 04 Leverkusen      | 34  | 11 | 8  | 15 | 053:550 | −2    | 41     |
| 13. | FC Augsburg              | 34  | 9  | 11 | 14 | 035:510 | −16   | 38     |
| 14. | Hamburger SV             | 34  | 10 | 8  | 16 | 033:610 | −28   | 38     |
| 15. | 1. FSV Mainz 05          | 34  | 10 | 7  | 17 | 044:550 | −11   | 37     |
| 16. | VfL Wolfsburg            | 34  | 10 | 7  | 17 | 034:520 | −18   | 37     |
| 17. | FC Ingolstadt 04         | 34  | 8  | 8  | 18 | 036:570 | −21   | 32     |
| 18. | SV Darmstadt 98          | 34  | 7  | 4  | 23 | 028:630 | −35   | 25     |

| Zum Saisonende 2016/17: |                                                                   |
| Deutscher Meister und Teilnahme an der Gruppenphase der Champions League 2017/18 Teilnahme an der Gruppenphase der Champions League 2017/18 Teilnahme an den Play-offs zur Champions League 2017/18 Teilnahme an der Gruppenphase der Europa League 2017/18 Teilnahme an der 3. Qualifikationsrunde zur Europa League 2017/18 Teilnahme an den Relegationsspielen gegen den Drittplatzierten der 2. Bundesliga 2016/17 Abstieg in die 2. Bundesliga 2017/18 |                                                                   |
| |                                                                   |
| Zum Saisonende 2015/16: |                                                                   |
| (M) | Deutscher Meister 2015/16: FC Bayern München                      |
| (P) | DFB-Pokal-Sieger 2015/16: FC Bayern München                       |
| (R) | Sieger der Relegation 2015/16: Eintracht Frankfurt                |
| (N) | Aufsteiger aus der 2. Bundesliga 2015/16: SC Freiburg, RB Leipzig |

## Zuschauerzahlen
Folgende Tabelle bietet einen Vergleich der Zuschauerzahlen der Heim- und Auswärtsspiele des SV Darmstadt 98 im Ligabetrieb dieser Saison. Die Vereine sind nach Austragungsreihenfolge der Heimspiele nach Spieltag sortiert.
Das Jonathan-Heimes-Stadion am Böllenfalltor, damals zunächst mit einer maximalen Kapazität von 17.000 Zuschauern, im Laufe der Saison ausgebaut auf 17.400, war bei 11 der 17 Bundesliga-Heimspiele der Saison 2016/17 komplett ausverkauft. Dabei war in jedem Spiel der Heimbereich restlos ausverkauft, jedoch wurde von den Gästefans des Gegners in sechs Fällen das Gästekontingent nicht ausgeschöpft.
| Gegner in Heimspielreihenfolge | Heimspiel | Auswärtsspiel | Austragungsort beim Auswärtsspiel                               |
| ------------------------------ | --------- | ------------- | --------------------------------------------------------------- |
| 1. Eintracht Frankfurt         | 17.000    | 51.000        | Commerzbank-Arena, Frankfurt am Main                            |
| 2. TSG 1899 Hoffenheim         | 15.800    | 29.013        | Wirsol Rhein-Neckar-Arena, Sinsheim                             |
| 3. Werder Bremen               | 17.000    | 41.000        | Weserstadion, Bremen                                            |
| 4. VfL Wolfsburg               | 15.300    | 28.104        | Volkswagen Arena, Wolfsburg                                     |
| 5. RB Leipzig                  | 16.400    | 39.394        | Red Bull Arena, Leipzig                                         |
| 6. FC Ingolstadt 04            | 15.000    | 14.081        | Audi-Sportpark, Ingolstadt                                      |
| 7. Hamburger SV                | 17.400    | 56.132        | Volksparkstadion, Hamburg                                       |
| 8. FC Bayern München           | 17.400    | 75.000        | Allianz Arena, München                                          |
| 9. Borussia Mönchengladbach    | 17.400    | 54.014        | Borussia-Park, Mönchengladbach                                  |
| 10. 1. FC Köln                 | 17.400    | 50.000        | Rheinenergiestadion, Köln                                       |
| 11. Borussia Dortmund          | 17.400    | 81.360        | Signal Iduna Park, Dortmund                                     |
| 12. FC Augsburg                | 16.200    | 28.113        | WWK-Arena, Augsburg                                             |
| 13. 1. FSV Mainz 05            | 17.400    | 29.987        | Opel Arena, Mainz                                               |
| 14. Bayer 04 Leverkusen        | 15.500    | 28.941        | BayArena, Leverkusen                                            |
| 15. FC Schalke 04              | 17.400    | 58.703        | Veltins-Arena, Gelsenkirchen                                    |
| 16. SC Freiburg                | 17.400    | 24.000        | Schwarzwald-Stadion, Freiburg im Breisgau                       |
| 17. Hertha BSC                 | 17.400    | 31.912        | Olympiastadion, Berlin                                          |
| Im Schnitt:                    | 16.753    | 42.397        | Heimspiele: Jonathan-Heimes-Stadion am Böllenfalltor, Darmstadt |